# Norrköping
Norrköping là một thành phố ở đông nam Thụy Điển, ở hạt Östergötland, bên Bråviken, gần Stockholm. Thành phố có dân số 83.561 người vào năm 2005 còn dân số của đô thị là 127.059 người. Đây là thành phố lớn thứ 10 Thụy Điển và đô thị lớn thứ 8 quốc gia này. Đây là một hải cảng quan trọng phục vụ tàu biển thông qua kênh đào Lindö, một con kênh đào hoàn thành năm 1961. Thành phố này cũng là trung tâm thương mại và chế tạo với các sản phẩm như dệt, hóa chất, giấy, thiết bị điện. Thành phố có nhà thờ Hedvig xây năm 1675 là một công trình kiến trúc nổi bật. Norrköping đã được thành lập năm 1350 và đã trở thành một trung tâm dệt vào thế kỷ 17. Năm 1719, thành phố bị hỏa hoạn nghiêm trọng.

## Giáo Dục và Nghiên Cứu
Norrköping là nơi có Đại học Linköping, một trường đại học lớn và uy tín với nhiều chương trình đào tạo và nghiên cứu.
Thành phố cũng có các trung tâm nghiên cứu và viện nghiên cứu hàng đầu.

## Văn Hóa và Giải Trí
Norrköping có nhiều cơ sở văn hóa, bao gồm rạp chiếu phim, nhà hát, và các sự kiện nghệ thuật và giải trí hàng năm.
Khu vực công viên Kolmården Wildlife Park nằm gần Norrköping, là một trong những công viên thú hoang dã lớn nhất ở Bắc Âu.